# 元帥杖

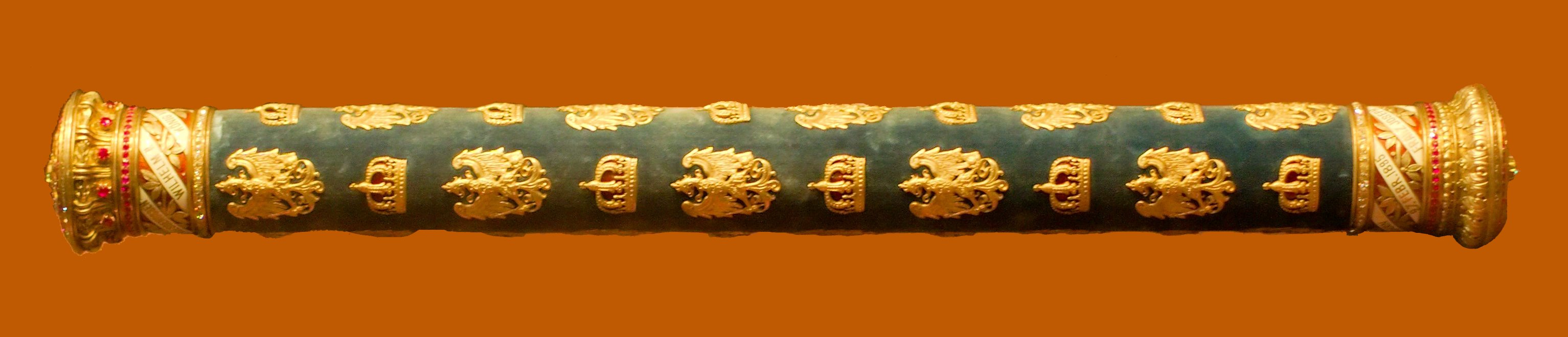
ドイツ帝国時代の元帥杖、1895年製

元帥杖（げんすいじょう、英語: marshal's baton、ドイツ語: Marschallstab）は、元帥が佩用する、その地位・名誉を表章するバトン。なお、本項では類似の権威表章物についても記載する。

## 概要
ローマ帝国時代の軍司令官（レガトゥス）は短いバトンを皇帝より授けられ、これを頭の上に掲げて皇帝の意思を表した。その流れから短いバトンが軍司令官の権威を示すようになり、ルネサンス期頃から古式の復活としてヨーロッパ各地において用いられた。当初は長くなめらかな木の棒だったが、徐々に金属細工などで豪華なつくりになっていった。長さは和訳から想像されるほど長くはなく、大体50cm前後である。ナチス・ドイツの国防軍の場合は、元帥杖の他に略式元帥杖が設定されており、普段はこちらを用いていた。こちらの長さは約75cmである（カイテル元帥画像参照）。先端部分には派手な装飾はなされず、その点が王笏とは異なる。
手に持つ階級章ともいえる元帥杖だが、全ての国の元帥が所有しているわけではなく、中には元帥号はあっても元帥杖が存在しなかったり、元帥杖とは違う物が与えられたりすることもある。前者の代表国はアメリカ合衆国で、後者の代表はポーランドである。古くから元帥、もしくはそれに相当する称号階級の伝統を持つ国家では今も元帥杖が存続している事が多い。
アメリカの元帥は比較的新しく、第二次大戦中にイギリスとの共同作戦上元帥が存在しないことが運用上不都合を生じるため創られた、まさに実用性だけの階級のため極端な権威付けが必要なく元帥杖なども造られなかった。ポーランドではバトンではなく、メイスが元帥の象徴として用いられた。

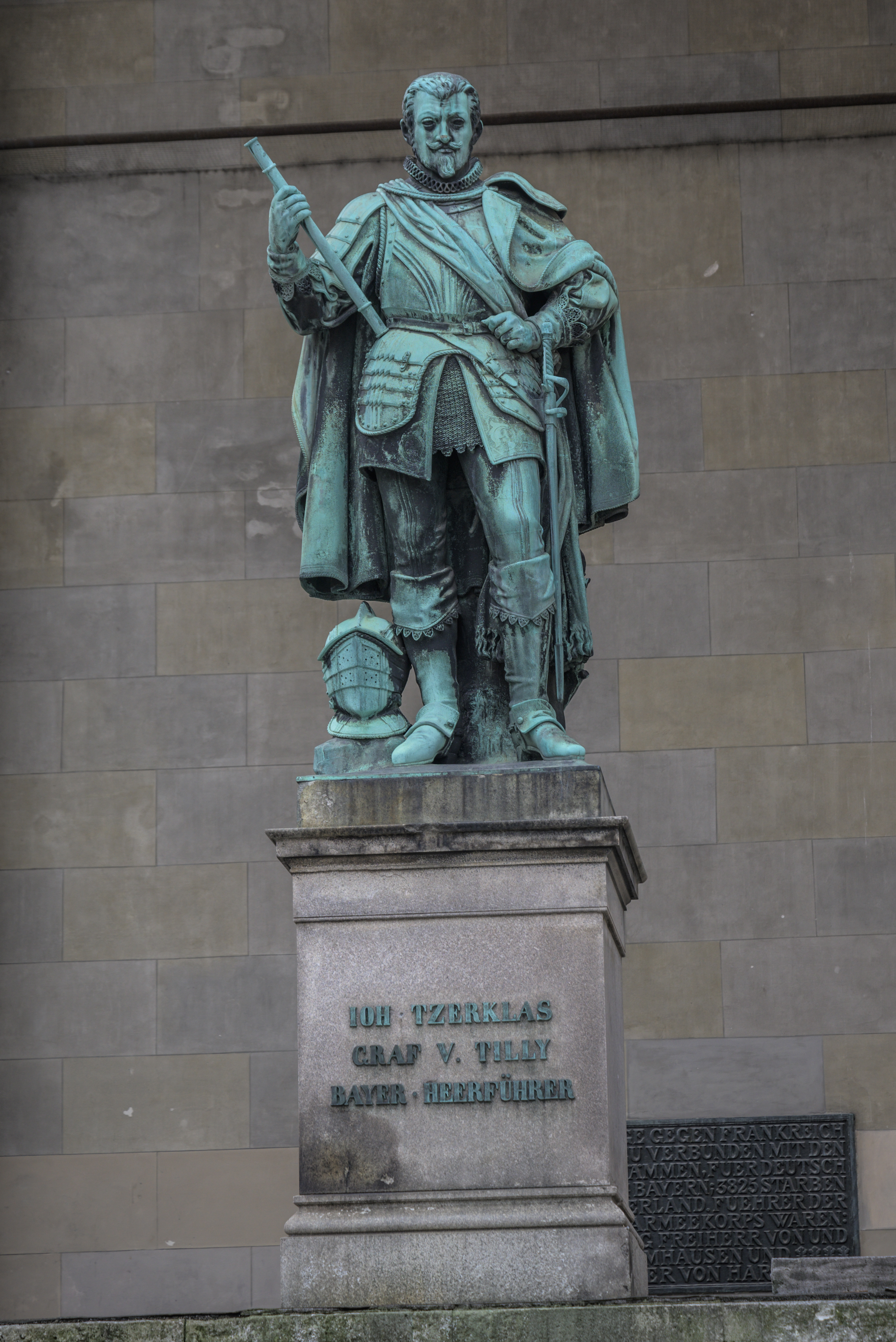
ティリー伯ヨハン・セルクラエス像。ミュンヘン、フェルトヘルンハレ
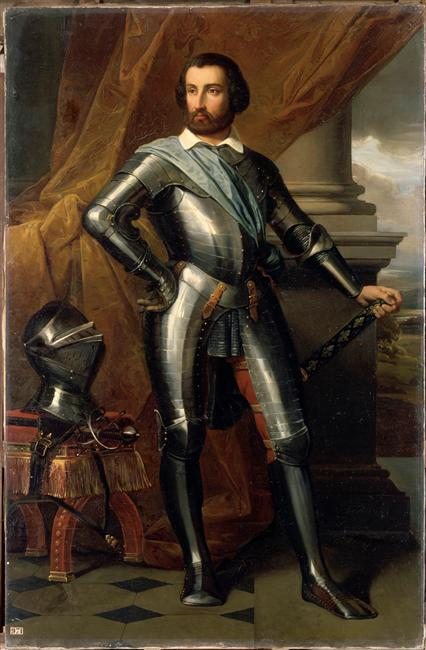
16世紀のフランス元帥 、ラ・マルク伯ロベール3世（英語版）の肖像
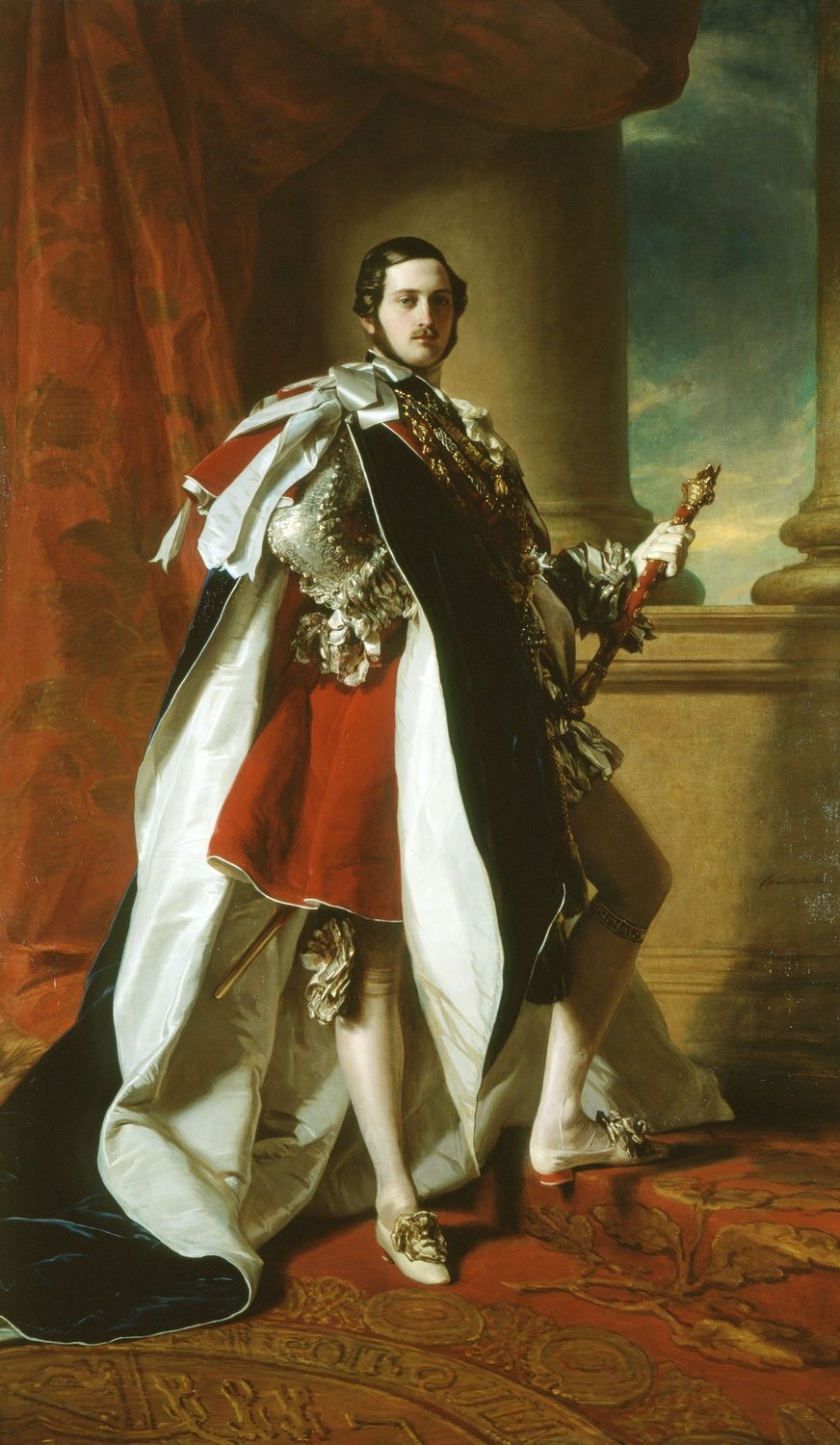
ヴィクトリア女王王配アルバートの肖像
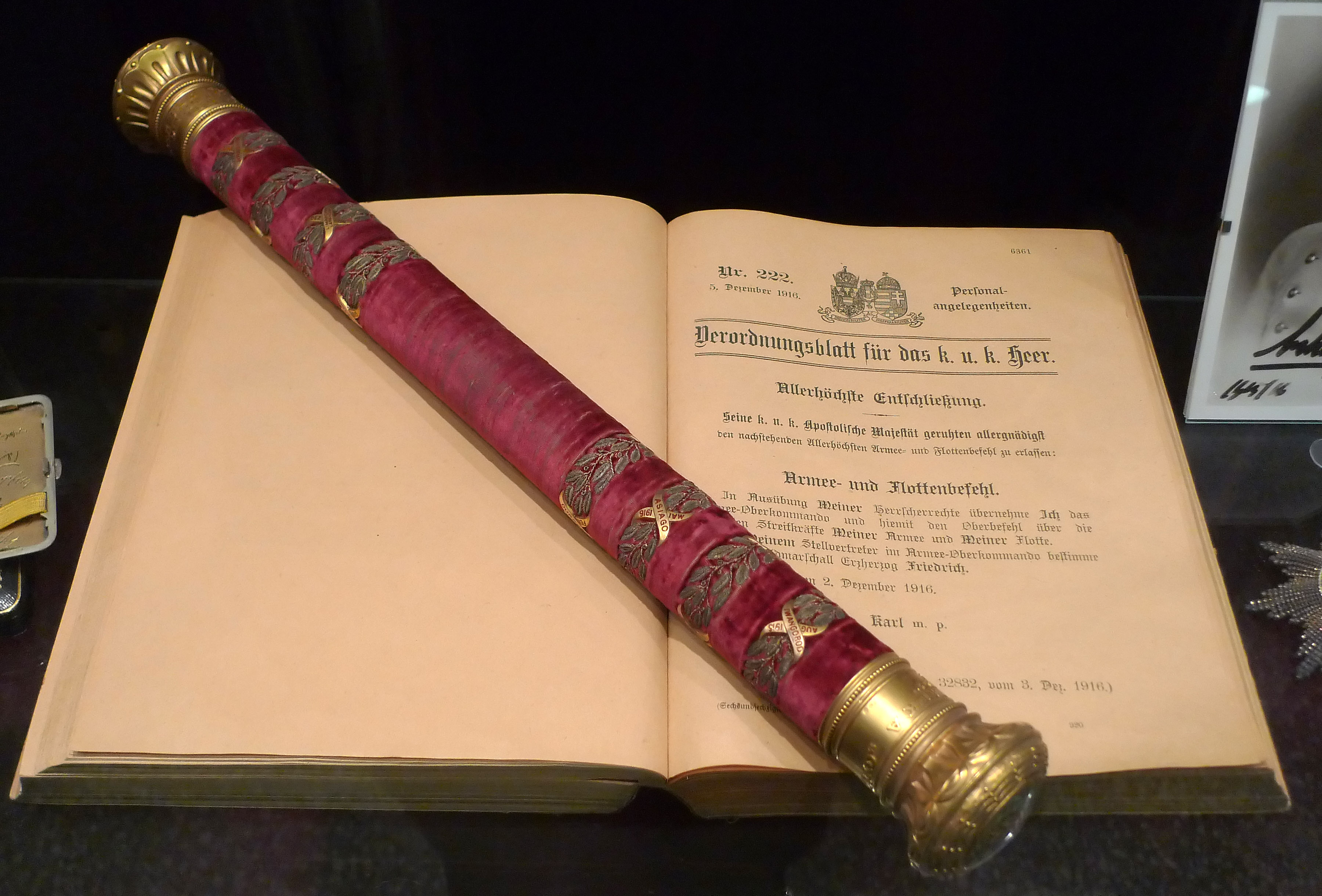
オーストリア＝ハンガリー帝国元帥フリードリヒ・フォン・エスターライヒ＝テシェンの元帥杖
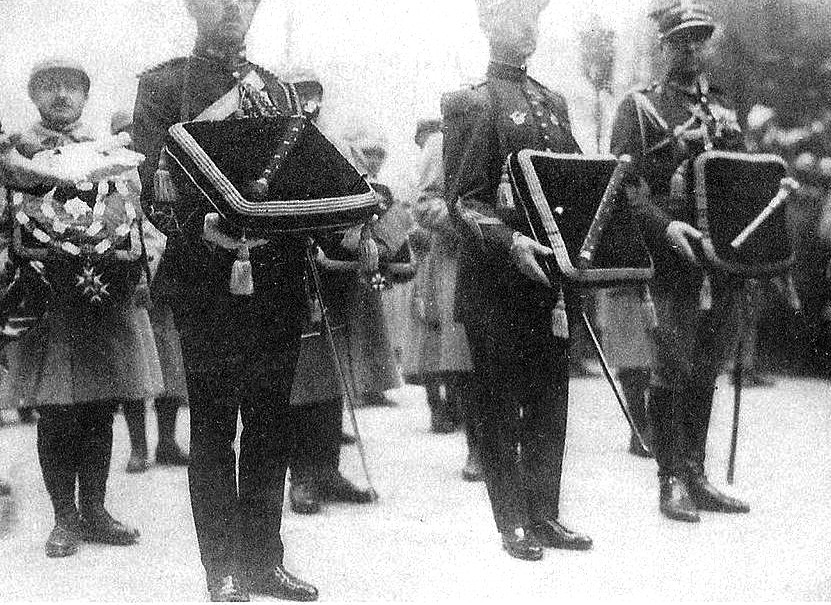
フェルディナン・フォッシュの葬儀。左からイギリス、フランスの元帥杖、ポーランドのブラヴァ
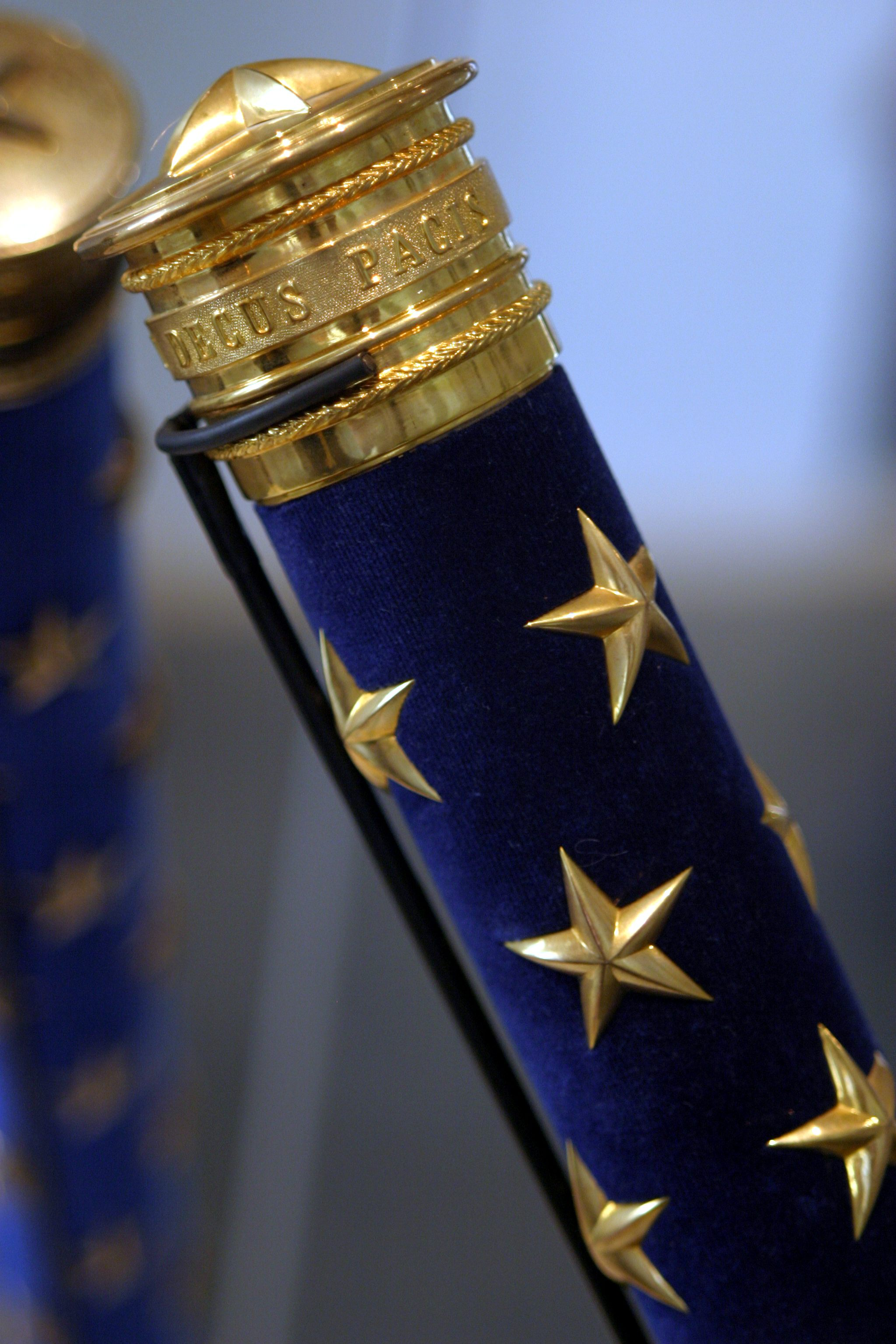
第二次世界大戦におけるフランス陸軍元帥の元帥杖。フランス軍事博物館蔵
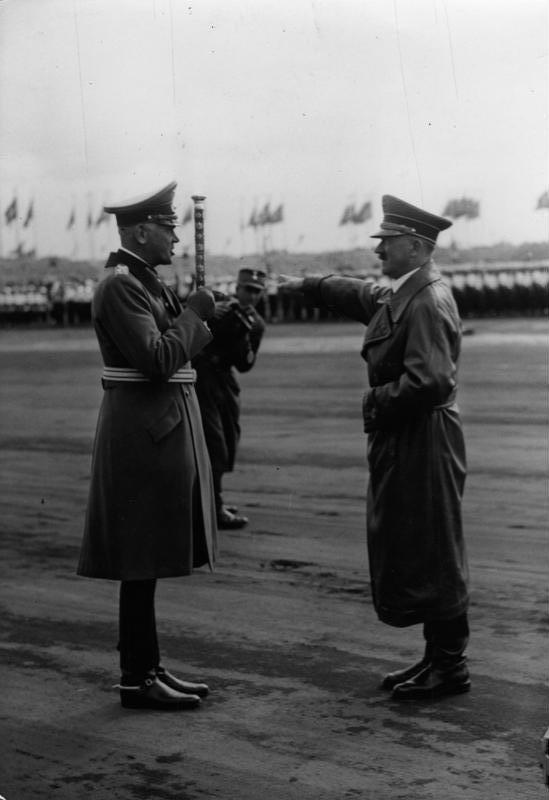
アドルフ・ヒトラーに対し元帥杖を捧げる敬礼を行うヴェルナー・フォン・ブロンベルク陸軍元帥、1937年9月
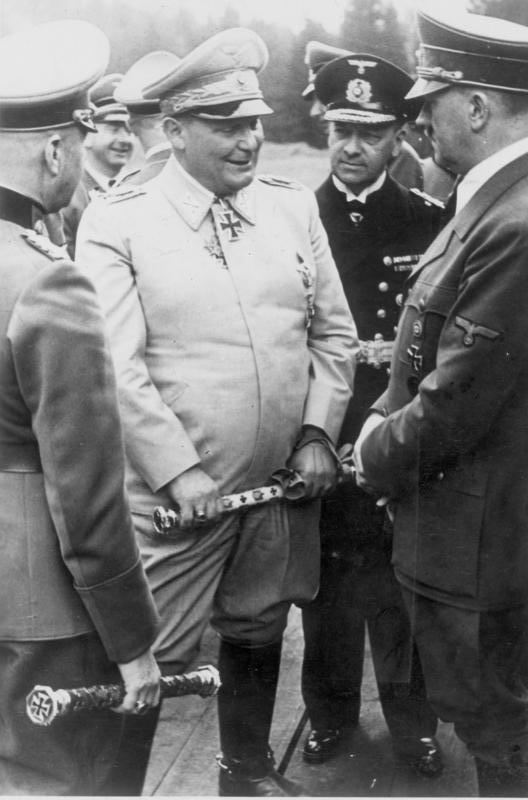
ドイツの三元帥。左からヴァルター・フォン・ブラウヒッチュ陸軍元帥、ヘルマン・ゲーリング国家元帥、エーリヒ・レーダー海軍元帥、ヒトラー。1941年4月21日
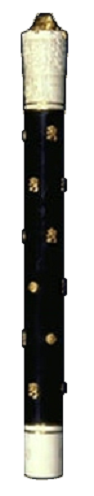
フィンランド元帥カール・グスタフ・エミール・マンネルヘイムの佩用した元帥杖
略式元帥杖。ヴィルヘルム・カイテル陸軍元帥、1945年5月8日

## ブラヴァ

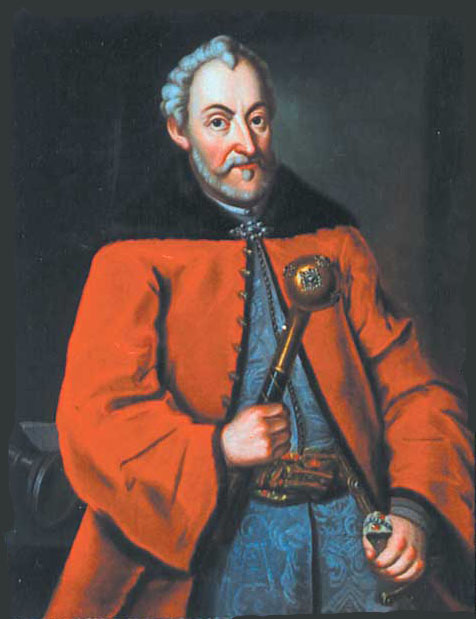
ブラヴァを佩用する大元帥ヤン・ザモイスキの肖像

ポーランドで元帥に授与されたメイスはブラヴァ（ブワヴァ）と呼ばれ、現在でも元帥の記章にはブラヴァがデザインされている。これは指揮杖が元となっており、歴史的にはポーランド＝リトアニア共和国やコサック国家のヘーチマンが手にした。ブンチュークなどとともにウクライナ・コサックではレガリアとして扱われ、現在のウクライナの大統領旗にも用いられている。

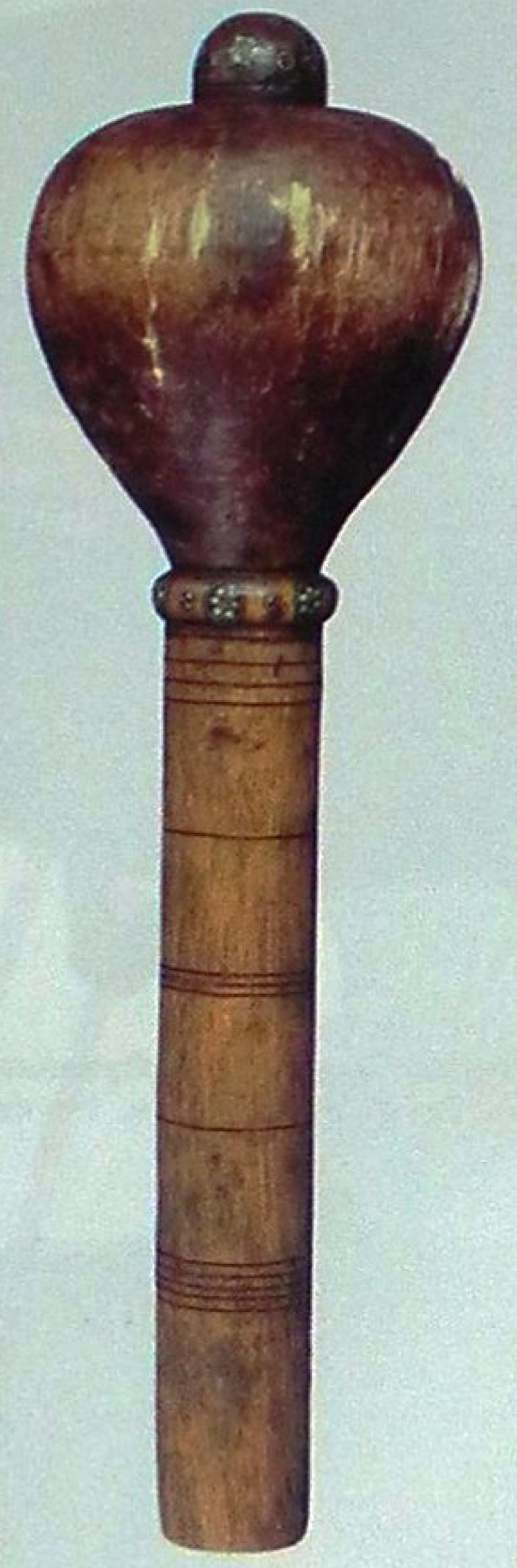
ウクライナ・コサックのヘーチマンボフダン・フメリニツキーの使用したブラヴァ
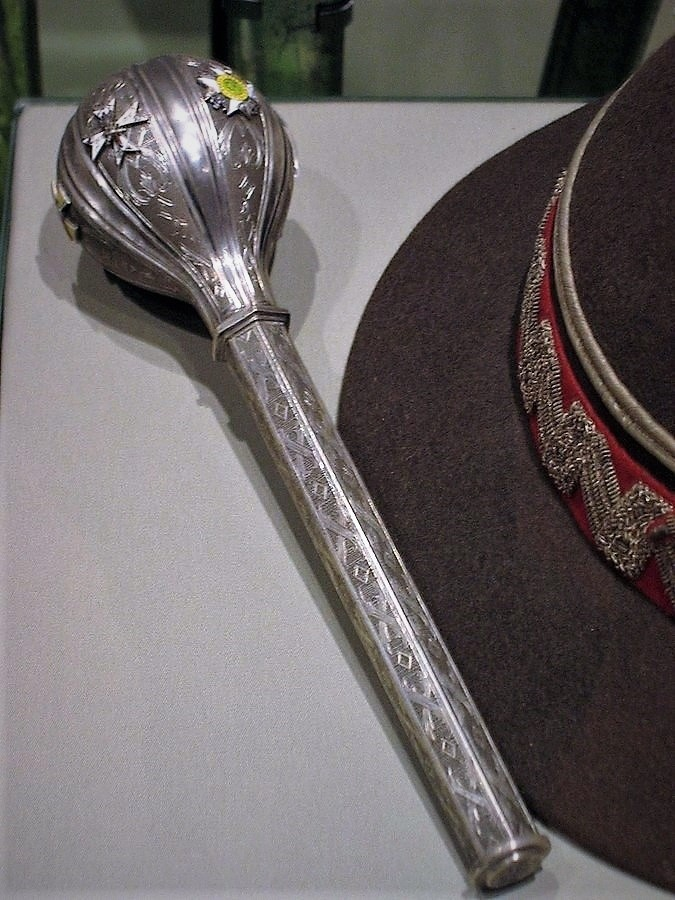
ポーランド元帥エドヴァルト・リッツ＝シミグウィの佩用したブラヴァ
ポーランド元帥の肩章
ウクライナ大統領旗

## 元帥星章

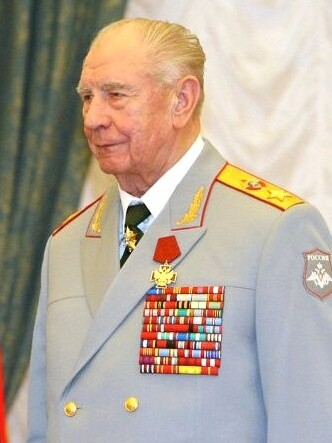
ネクタイの上に元帥星章を佩用するドミトリー・ヤゾフ元ソ連邦元帥、2009年11月3日

ロシア帝国の元帥には他のヨーロッパ諸国と同じように元帥杖が与えられたが、革命後のソビエト連邦で元帥級以上の階級にある軍人には、金とプラチナの台座にダイヤモンドが埋め込まれた元帥星章が授与された。階級に応じて二種類の勲章があり、それぞれ「大型」および「小型」元帥星章と呼ばれた。星章は授与されたものが死去または降等すると勲章を管理するダイヤモンド基金に返還され、新たに進級した元帥が再使用することになっていた。
大型元帥星章は1940年に制定され、最初はソ連邦元帥に、1955年からはソ連邦海軍元帥にも授与された。星章の形状は五芒星で、金の台座の上に小型のプラチナ製五芒星が載り、そこにダイヤモンドが星形に埋め込まれている。また、五芒星の光芒の間には小さな金の台座に乗ったダイヤモンドがひとつずつ置かれている。星章の頂点のひとつからは金でできた三角形の鳩目が伸び、鳩目に通された楕円形の鈕に雲紋の綬を通して佩用する。
小型元帥星章はそれぞれ開始時期は異なるが、陸軍上級大将、兵科元帥、海軍元帥に授与された。兵科元帥の一つ上の階級である兵科総元帥についての規定は正式に設けられていないが、各兵科の総元帥たちは自分が兵科元帥だったころの小型星章を佩用していた。こちらも五芒星で金の台座の上とプラチナの台座の上に星形にダイヤモンドがしきつめられ、大型星章と同じように楕円形の鈕に綬を通して佩用する。
ソビエト連邦の崩壊後に兵科総元帥および兵科元帥の階級は廃止されたが、ソ連時代にこれらの階級に進んだことで元帥星章を受章した者も、章を手元に保管してもよいとされた。ロシア連邦でも星章が授与されることになっていたが、1997年に制度が廃止され、新規授与者はなくなった。もっとも、それ以前に元帥星章を授与された者については廃止後にもこれを佩用している姿が確認されている。

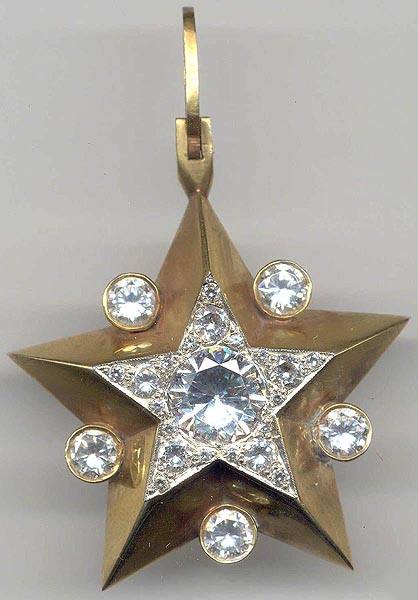
大型元帥星章
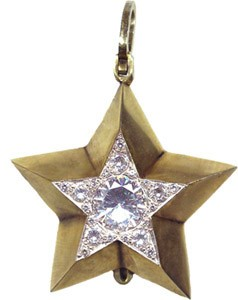
小型元帥星章

## 元帥刀

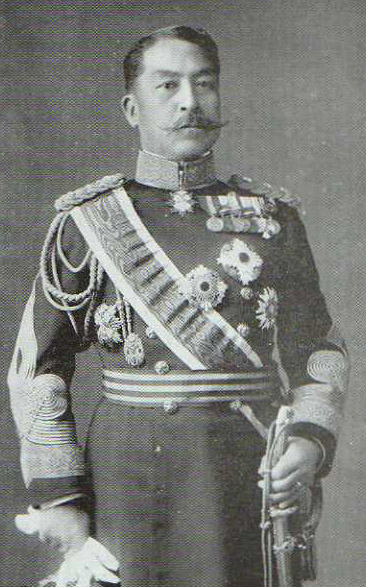
元帥刀を佩用する元帥陸軍大将閑院宮載仁親王

1919年8月29日制式以降、帝国陸軍・海軍では、元帥府に列せられた元帥陸軍大将及び元帥海軍大将には元帥刀（元帥佩刀）が与えられていた（下賜）。拵（外装）は陸海軍大将以下、将校准士官が佩用する日本刀仕込みのサーベル、又は陣太刀をアレンジした一般的な制式軍刀とは異なり、毛抜形太刀を模し絢爛豪華で、刀身のハバキ元や鞘や金具には菊花紋章が施されている。刀身は古来より天皇に由縁のある小烏丸造り。殺傷能力のある本身仕込みではあるが、一般の軍刀と違い元より実用性は考慮されていない。
元帥刀を作刀した主な刀匠には月山貞一、堀井俊秀といった名匠が居り、また元帥刀作刀を拝命される事は刀匠として最高の栄誉とされていた。
西洋各国軍と異なり杖でなく刀なのは、単に日本（東洋）と西洋との風習や文化の違い、将校軍刀の存在、元帥が昔からの官職でないこと、また特に古来の武士や将軍が地方征討などの際には、節刀を授けられたことに由来すると思われる。
作刀された元帥刀は陸海軍両元帥総計30名に対し同じく30振、現存する元帥刀としては、靖国神社収蔵の元帥陸軍大将武藤信義佩用刀、陸上自衛隊山口駐屯地収蔵の寺内正毅、寺内寿一両元帥陸軍大将佩用刀の他、元帥の親族保有や旧軍研究家・軍装品蒐集家等が所蔵しているとされる合計7振りのみの所在が確認されている。
元帥刀の形状は、太古の太刀のように、ツカには護拳が無く、全長3尺2寸。鞘の両面に12個の菊花章が粧われる。その他の細部とその装粧はいずれも金色であるが、縁頭（鳩目には銀の菊座を有する）、鍔（銀の小切羽を有する）、目貫、目釘（銀の菊座を有する）、坂板、芝引、帯取（銀の褥座2個を付す）、胴輪および鐺である。刀緒は紫革丸紐で金具は金色、刀帯は黒革で金銀縞織線が縫著され金具は金色。

## 意匠としての元帥杖
イギリスや戦前のドイツ軍の軍服では、X字形に交差させた元帥杖の図案が元帥の肩章など階級章に用いられている。

イギリス陸軍元帥の肩章。
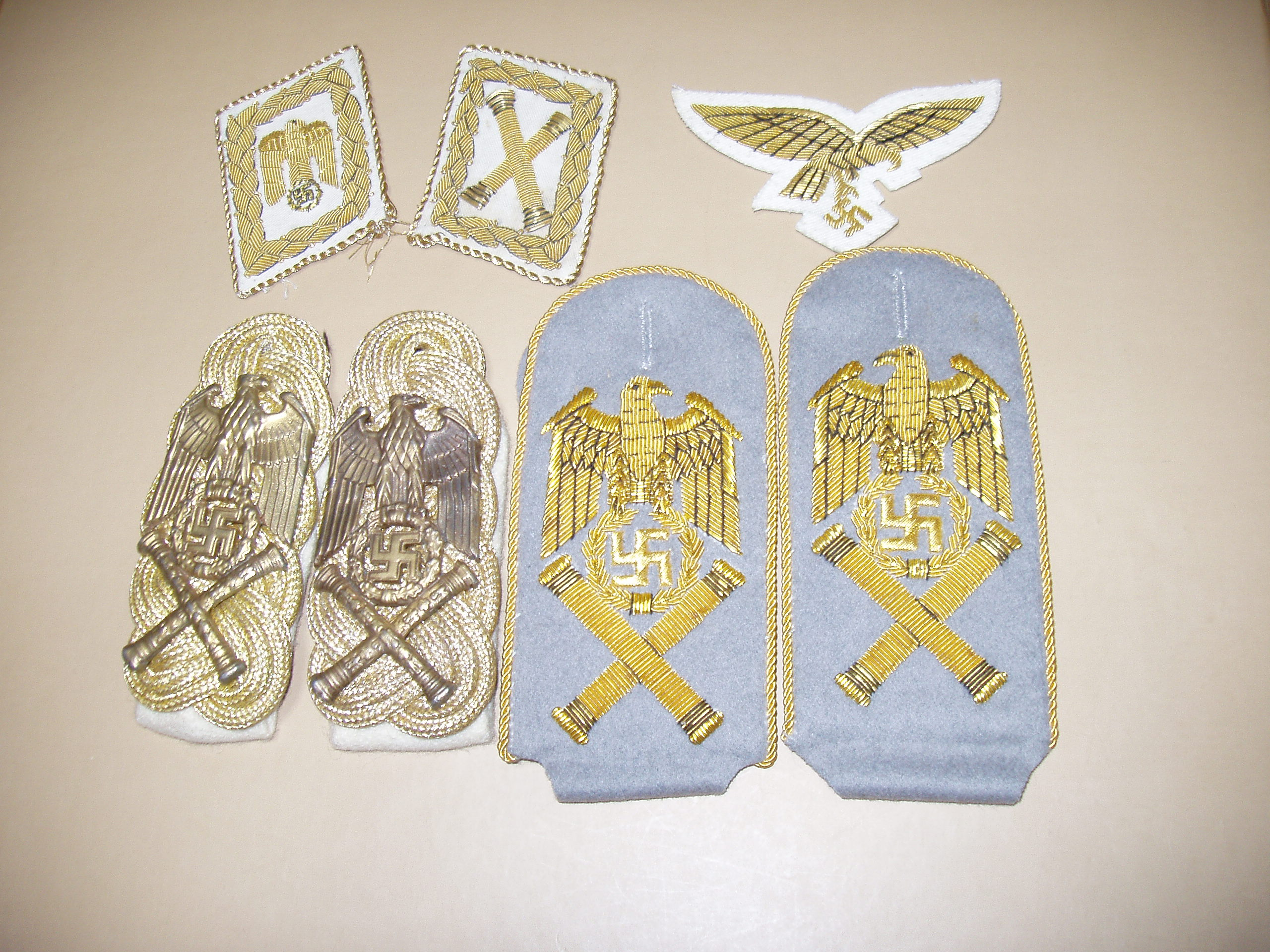
ドイツ国家元帥の肩章、襟章、胸章、袖章。
フランス大元帥モーリス・ド・サックスの紋章
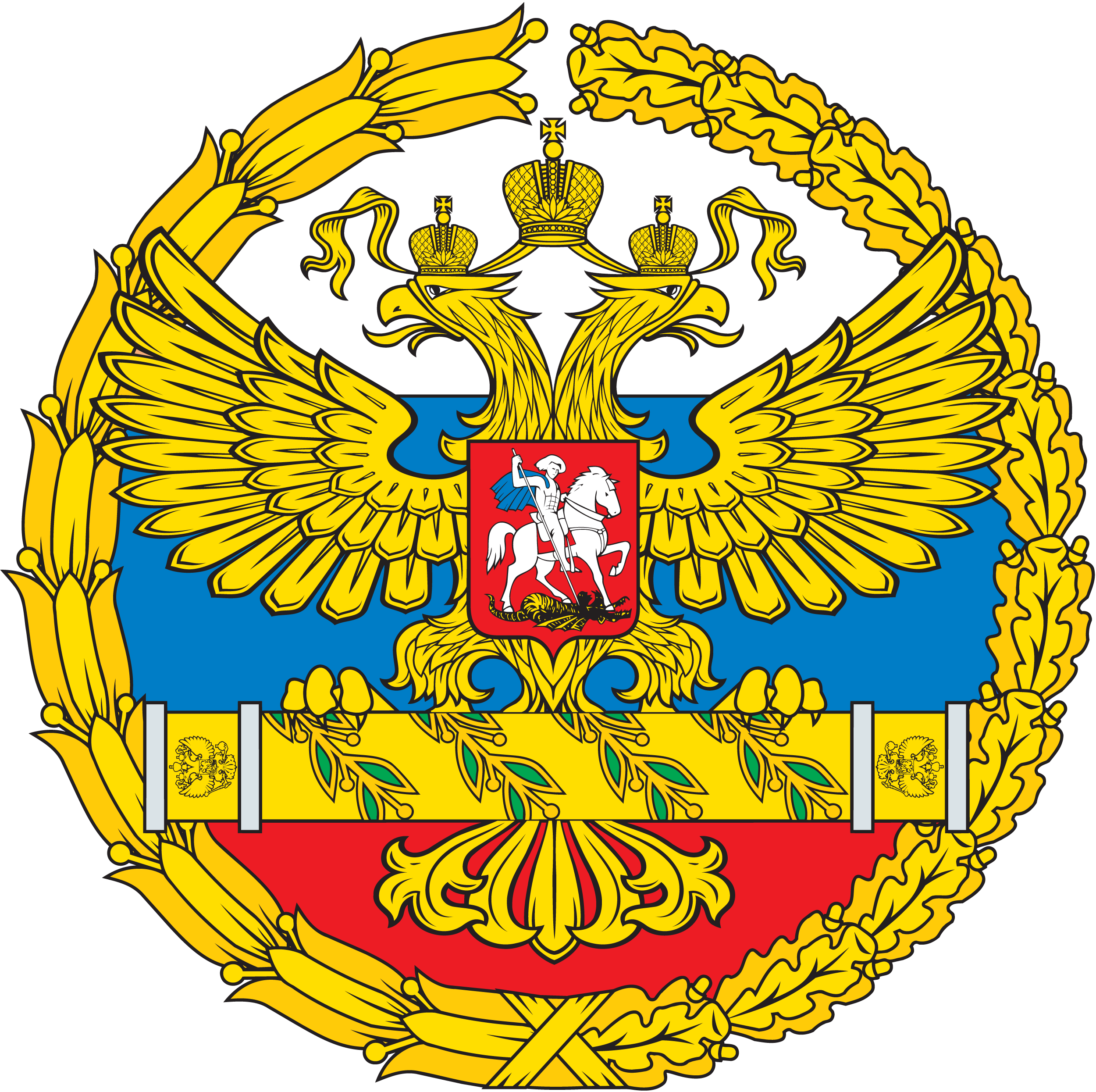
ロシア連邦軍最高司令官（英語版）の紋章